# Bell XV-15
El Bell XV-15 fue una aeronave estadounidense, la segunda aeronave experimental del tipo convertiplano y la primera en demostrar la viabilidad práctica de un concepto que combina las ventajas de despegue vertical y de vuelo estacionario (propias de un helicóptero) con la ventaja de una mayor velocidad (propia de un avión de alas fijas).

## Antecedentes

### Aeronaves de rotor VTOL anteriores al XV-15
La idea de desarrollar y construir una aeronave VTOL que usase rotores similares a los de los helicópteros en los extremos de sus alas ya se había originado a comienzos de la década de 1930. De hecho, el primer diseño que se parece a los modernos convertiplanos fue patentado por George Lehberger en mayo de 1930, aunque él sin embargo no avanzó más en el desarrollo de ese por entonces revolucionario concepto. En 1942, en medio de la Segunda Guerra Mundial, fue desarrollado un prototipo alemán denominado Focke-Achgelis Fa 269, pero este nunca llegó a volar.
Los dos prototipos que llegaron a ser probados en vuelo fueron el Transcendental Model 1-G (de un solo asiento) y el Transcendental Model 2 (biplaza), ambos propulsados por dos motores recíprocamente contrarrotatorios que de esa manera compensaban el efecto torque (par motor) de los helicópteros convencionales. El desarrollo del Model 1-G comenzó en 1947, aunque solo pudo realizar su vuelo de bautismo en 1954. Las demostraciones con este modelo experimental duraron aproximadamente un año, hasta que el mismo se estrelló en la Bahía de Chesapeake el 20 de julio de 1955. Aunque el prototipo de aeronave resultó destruido, su piloto solo sufrió lesiones menores. El Model 2 fue seguidamente desarrollado, pero la Fuerza Aérea de los Estados Unidos cambió su financiación en favor del Bell XV-3 y solo se realizaron algunos vuelos estacionarios de prueba. El Transcendental 1-G fue la primera aeronave de rotor inclinado en haber volado y logrado casi la totalidad de la transición de “modo helicóptero” a “modo avión” (llegando a estar a solo unos 10 grados de un vuelo horizontal propiamente dicho).

### XV-3
El Bell XV-3 voló por primera vez en 1955. Al igual que sus predecesores, el XV-3 tenía sus motores ubicados sobre el fuselaje, junto a sendos ejes de transmisión que transferían energía a cada uno de los dos rotores inclinados o basculantes montados sobre las alas. Estaba equipado con dos asientos de eyección; si bien nunca fueron usados, de haberlo hecho, hubiesen arrojado a sus pilotos hacia abajo, lejos de ambos rotores.

## Avances tecnológicos

### El concepto de los motores basculantes
Uno de los mayores problemas que tenían los primeros diseños de aeronaves con rotores basculantes era que los ejes que transmitían potencia desde el fuselaje hacia los rotores de los extremos alares, y a las cajas de velocidades y mecanismos de inclinación allí ubicados, estaban transfiriendo una gran cantidad de potencia y de torque (par motor) a lo largo de una gran distancia, demasiada para el sistema de transmisión de energía de una aeronave. Además debían soportar grandes cargas, además de ser pesados ellos mismos.
El XV-15 introdujo una importante innovación de diseño: en lugar de montar los motores directamente sobre el fuselaje, el XV-15 los tenía desplazados hacia los soportes de los extremos de cada una de las alas, acoplados a cada uno de los dos rotores. La forma estándar o normal de suministrar potencia era hacerlo directamente desde cada motor haca una caja de reducción de velocidades, y luego hacia cada rotor o hélice, sin necesidad de los indeseables largos ejes de transmisión. No obstante, sí existía un eje de emergencia, que transferiría potencia al rotor opuesto en el caso de que fallase uno de los dos motores. Pero este último era liviano, ya que no había sido concebido para soportar una carga constante de trabajo.
El concepto de rotor basculante introdujo complejidades adicionales al diseño de los propios soportes de los motores y en el diseño de los motores para ser capaces de rotar desde la operación horizontal a la vertical. Estos problemas fueron enfrentados en una etapa relativamente temprana del programa XV-15, pero no obstante habrían de regresar en la década de 1980, durante el desarrollo del sucesor militar del mismo, el más grande V-22 Osprey.

### Investigación en “aeroelasticidad”
A fines del decenio de 1960 y comienzos del de 1970, la NASA estaba trabajando junto a otros investigadores en diseños teóricos de soportes (pods) de rotores, algunos de los cuales serían llevados a la práctica y probados en el túnel de viento.
Dos eran las compañías involucradas en la investigación y en los diseños propuestos: Bell Helicopter y Boeing-Vertol. El foco estaba puesto en los soportes de los rotores basculantes y en la integración de éstos con las alas y el fuselaje de la aeronave, además de también centrarse en los estudios preliminares sobre el flujo de aire alrededor de los mismos, mediante túneles de viento. Se investigaron diseños de rotores basculantes fijos y plegables.

## Historia del proyecto que derivaría en el XV-15

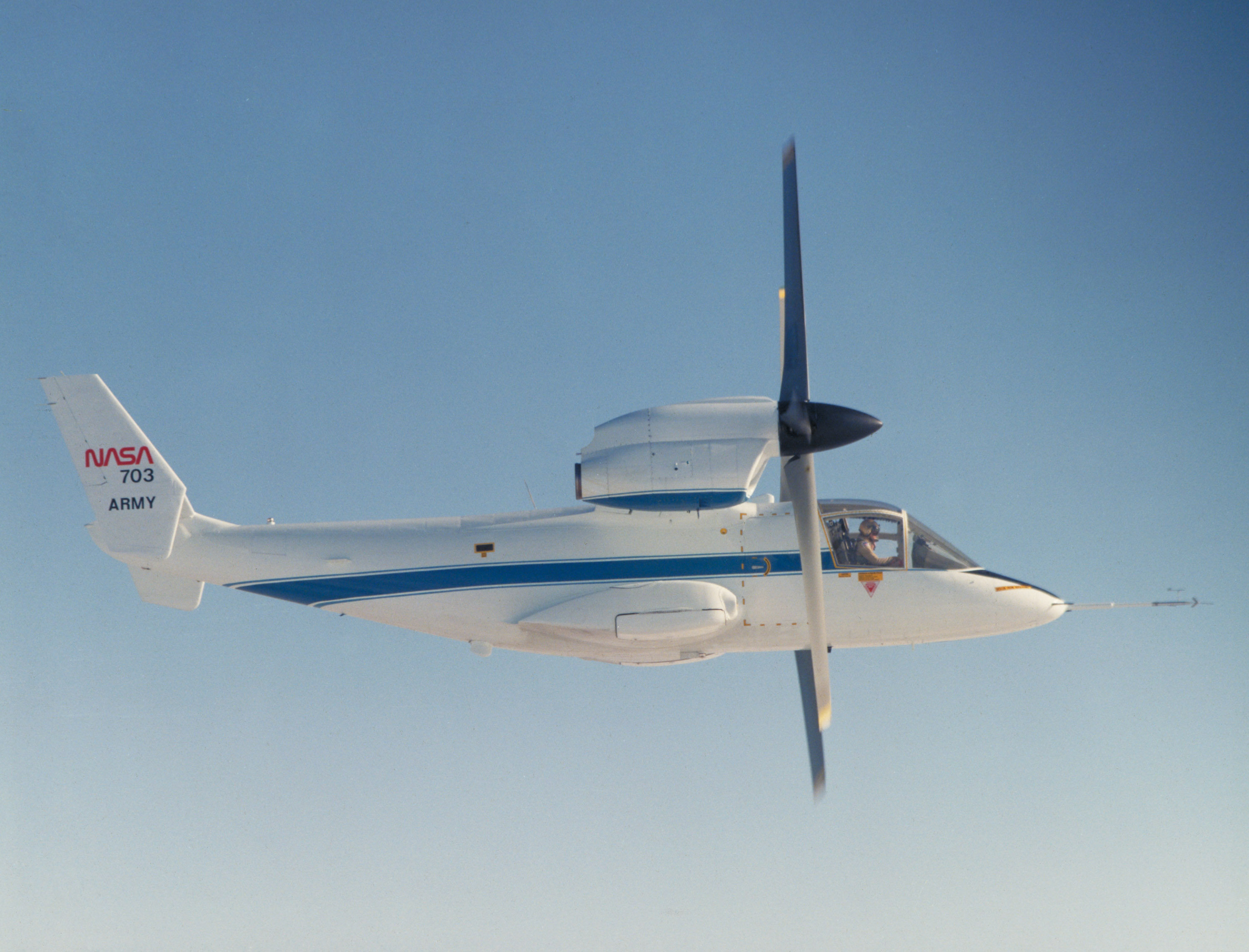
El XV-15A volando como un avión, con sus dos rotores en posición totalmente horizontal, actuando como hélices convencionales.

Lo que finalmente sería conocido como el programa XV-15 fue inicialmente lanzado en 1971, en el Ames Research Center de la NASA. Tras realizar algunos trabajos preliminares el respecto, el organismo aeroespacial estadounidense realizó una competición que otorgaría dos contratos de investigación y desarrollo de 500000 dólares cada uno, con el fin de diseñar prototipos. Algunas de las importantes empresas que respondieron a ese llamamiento incluían a Bell Helicopter, Boeing-Vertol, Grumman Aircraft y Sikorsky Aircraft Corporation. Finalmente, serían las dos primeras las que obtendrían sendos premios el 20 de octubre de 1972. Los diseños propuestos por ambas compañías fueron entregados el 22 de enero de 1973.

### Diseño de Boeing-Vertol
Boeing propuso un modelo, denominado, Model 222 (que no debe ser confundido con el posterior estilizado helicóptero convencional Bell 222), en el cual los motores se encontraban ubicados en soportes fijos en los extremos de cada ala, y el pequeño soporte rotatorio (que contenía a cada hélice en sí) estaba situado un poco más cerca del fuselaje. Esta disposición contribuyó a simplificar el diseño de los motores, al mantenerlos siempre en posición horizontal, sin precisar de largos ejes de transmisión hacia los rotores basculantes.

### Diseño de la Bell
El diseño propuesto por Bell, el Model 301, en el cual todo el soporte de cada rotor giraba entre las posiciones horizontal y vertical, es decir, tanto cada motor como la estructura del rotor montados conjuntamente en el mismo soporte (pod). Esto simplificaba la transmisión de potencia, pero exigía requerimientos más complejos para el diseño del motor y era tal vez un poco más pesada que la propuesto de la Boeing. Después de haber revisado ambas propuestas, la NASA finalmente se decantó por la propuesta de Bell y seleccionó al Model 301 para un desarrollo posterior, firmando un contrato de I+D el 31 de julio de 1973.

## Desarrollo y vuelo del XV-15
Durante los cuatro años siguientes, se realizaron extensas pruebas de ingeniería, para así completar definitivamente la etapa de desarrollo de la aeronave. El primero de dos Bell XV-15, con el número de serie N702NA, voló por primera vez el 3 de mayo de 1977.
Después de haberse realizado unos pocos vuelos de pruebas en las propias instalaciones de la Bell, la aeronave fue transferida al Ames Research Center de la NASA, ubicado en la localidad de Mountain View (estado de California). Allí fue colocada en el gigantesco túnel de viento de ese centro de investigación aeronáutica, para ser probada en diferentes entornos de vuelo simulados. Luego fue trasladada al Dryden Flight Research Center (también del organismo aeroespacial estadounidense), el cual se halla ubicado dentro de las instalaciones de la AFB Edwards, en el alto desierto californiano. Fue capaz de funcionar exitosamente tanto en el “modo helicóptero” como en el de “modo avión”, así como de realizar suaves transiciones entre ambas configuraciones de los rotores o las hélices. Una vez que el convertiplano hubo sido suficientemente probado en Dryden, fue devuelto a Ames... para seguir realizando aún más pruebas adicionales.

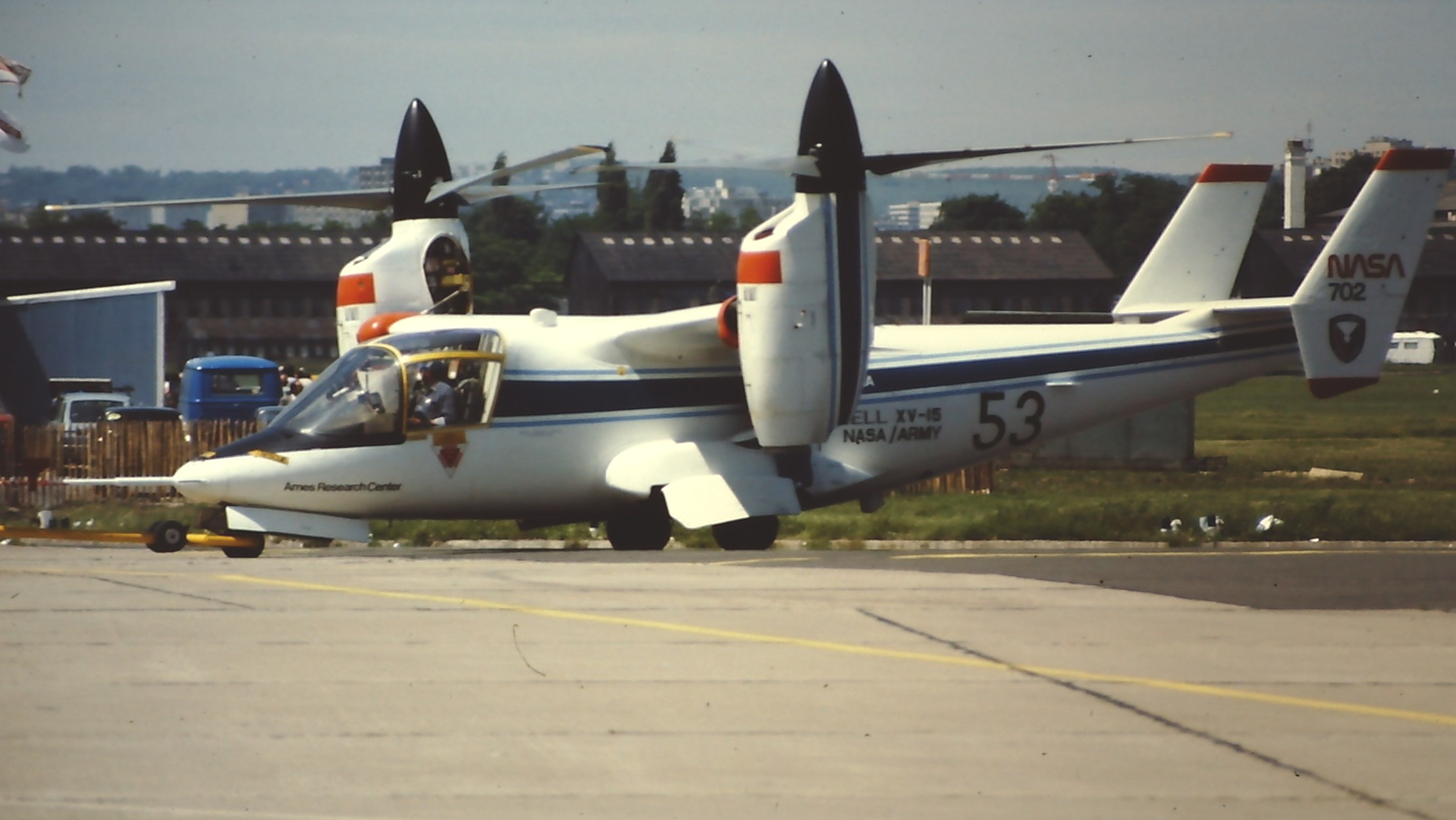
XV-15 en el Paris Air Show de 1981.

Para 1981, el XV-15 había sido lo suficientemente probado como para llevarlo a la importante exhibición aérea parisina de Le Bourget, para realizar allí vuelos de demostración ante el público y la prensa especializada en aeronáutica. En la década de 1980, los XV-15 solían ser llevados a realizar demostraciones al espectáculo aéreo de verano anual que tenía lugar en la también californiana estación aeronaval de Moffett Field. Ambos XV-15 fueron activamente volados durante todos esos años, para probar extensivamente su aerodinámica, en particular en lo referente a su comportamiento durante las etapas de transición entre ambos modos de operación. Además se estudiaron las aplicaciones finales de las aeronaves de rotores inclinados en los sectores civil y militar, caso este último del programa que derivó en el desarrollo del V-22 Osprey.

### Accidente del N702NA
El primer prototipo del convertiplano XV-15, de número de matrícula N702NA, fue transferido de regreso a la Bell Helicopter para continuar con su prolongada etapa de desarrollo, así como para realizar vuelos de demostración.
El 20 de agosto de 1992, la aeronave se estrelló mientras estaba siendo volada por un piloto invitado. Estaba ascendiendo para la realización de un vuelo estacionario, cuando se le desprendió un perno del sistema de control colectivo del soporte de uno de los dos rotores, haciendo que este último se inclinase totalmente. La aeronave giró fuera de control y se estrelló en posición invertida. A pesar de haber resultado significativamente dañada, la aeronave estaba estructuralmente intacta en gran medida, y afortunadamente tanto el piloto como el copiloto lograron escapar con heridas menores del sitio del accidente. De hecho, la cabina de mando del convertiplano siniestrado logró ser salvada y reconvertida en simulador de vuelo.

### Operaciones realizadas por el N703NA

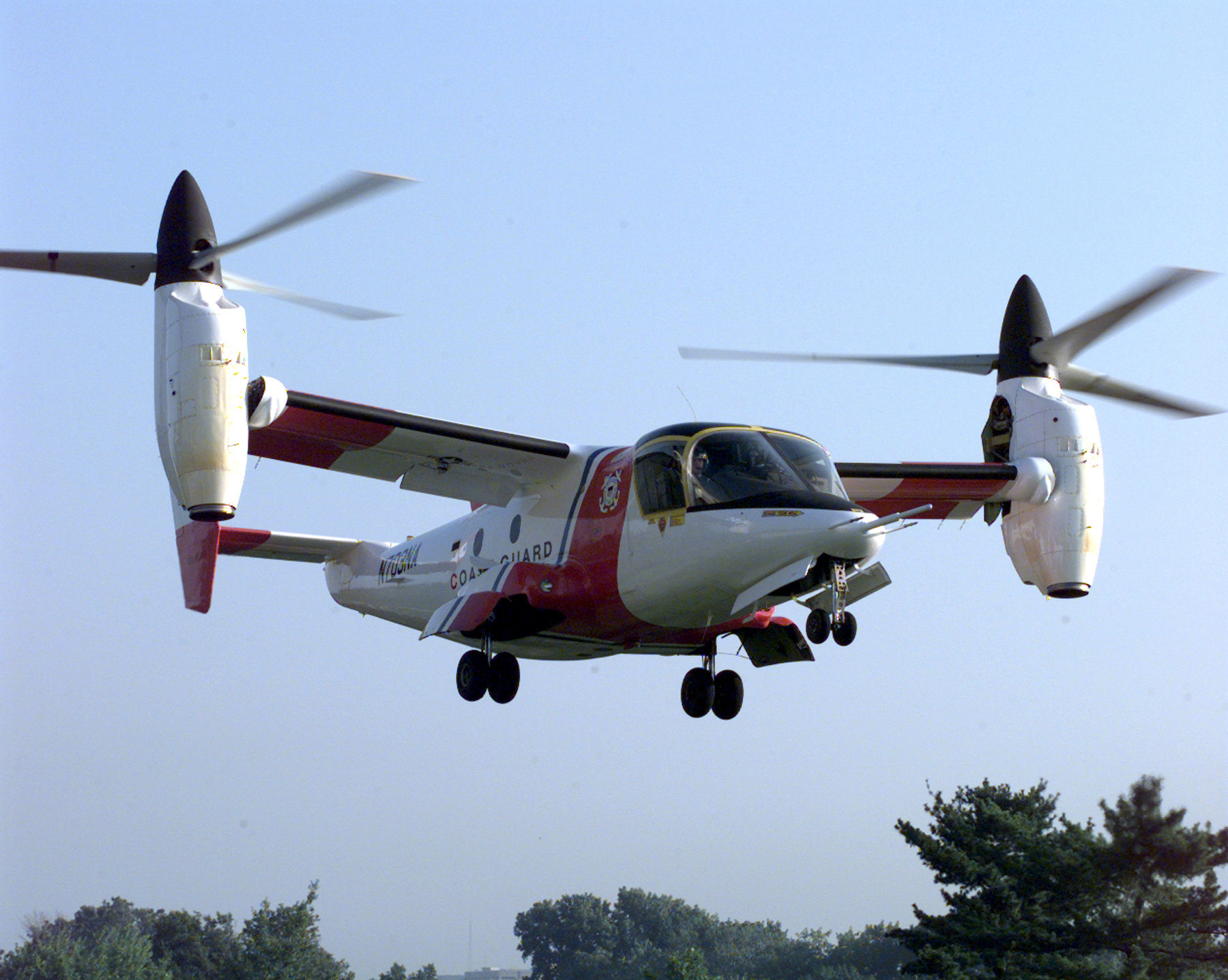
El XV-15 de matrícula N703NA con los colores de los Guardacostas de los Estados Unidos (US Coast Guards), aterrizando verticalmente en las afueras del Pentágono en septiembre de 1999.

El segundo prototipo del XV-15 continuó realizando principalmente operaciones de pruebas extendidas para la NASA hasta septiembre de 2003. El N703NA fue usado para realizar tests para el programa militar del V-22 Osprey (que finalmente sería el “hermano mayor” del XV-15) y para el transporte civil mediano Bell/Agusta BA609, otra aeronave de rotores inclinados.

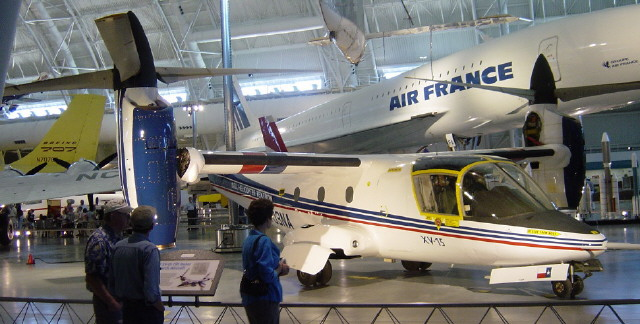
XV-15 en el National Air and Space Museum.

Tras haber sido retirado de sus operaciones de demostración en septiembre de 2003, el N703NA fue donado al Museo Nacional del Aire y el Espacio (National Air and Space Museum) del Instituto Smithsoniano en la ciudad de Washington. Éste realizó un vuelo final desde Fort Worth (estado de Texas) hasta el NASM antes de que fuera dado de baja definitivamente. En la actualidad se encuentra en exhibición en el Steven F. Udvar-Hazy Center del Aeropuerto Internacional Dulles de Washington D. C..

## Especificaciones
Referencia datos: NASA SP-2000-4517

### Características generales
- Tripulación: Dos (piloto y copiloto)
- Longitud: 12,83 m

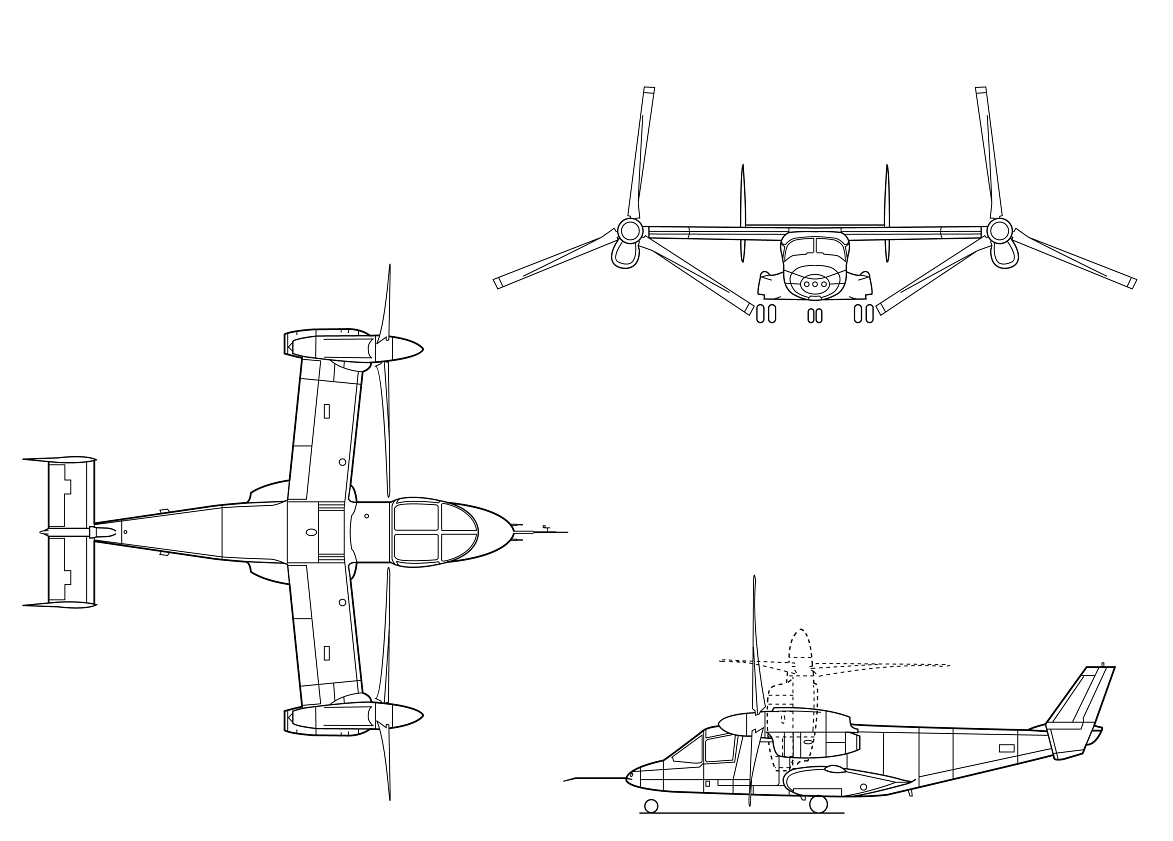
Vista esquemática frontal, lateral y desde arriba del XV-15.

- Envergadura: 17,42 m con los rotores girando
- Diámetro rotor principal: 7,62 m
- Altura: 3,86 m
- Peso vacío: 4574 kg
- Peso máximo al despegue: 6000 kg
- Planta motriz: 2× turboeje Avco Lycoming LTC1K-4K.
  - Potencia: 1156 kW (1550 shp) cada uno.
- Potencia del motor:
  - 1550 shp (1156 kW) potencia normal de despegue (10 min máximo)
  - 1802 shp (1354 kW) potencia de emergencia (2 min máximo)

### Rendimiento
- Velocidad nunca excedida (Vne): 557 km/h
- Velocidad de entrada en pérdida (Vs): 185,2 km/h en modo avión
- Alcance: 825 km
- Techo de vuelo: 8840 m (29500 pies)
- Carga del rotor: 73 kg/m² (13,2 lb/ft²)
- Relación de potencia: 1,35 kg/kW
- Altitud en estacionario: 2635 m (8800 pies) fuera de efecto suelo

### Desarrollos relacionados
- Bell XV-3
- Bell Boeing V-22 Osprey
- AgustaWestland AW609

### Aeronaves similares
- Canadair CL-84
- Sikorsky S-69
- Sikorsky S-72

### Secuencias de designación
- Secuencia Numérica (interna de Bell): ← 222 - 230 - 249 - 301 - 309 - 400 - 407 →
- Secuencia _V-_ (Aeronaves STOL/VTOL estadounidenses, 1962-presente): ← XV-11 - OV-12 - XFV-12 - XV-15 - AV-16 - UV-18 - UV-20  →

### Listas relacionadas
- Anexo:Aeronaves de la Fuerza Aérea de los Estados Unidos (históricas y actuales)